# Ella Schadd-de Boer
Petronella (Ella) Schadd-de Boer (Velp (Gld), 27 oktober 1949) is een Nederlands politicus van de PvdA.
Voor haar politieke carrière werkte zij als advocaat en procureur. Later was ze voor de PvdA gemeenteraadslid van de gemeente Rheden. Vanaf 1998 was ze wethouder en vanaf 2002 tevens locoburgemeester. 
Op 15 april 2005 werd Schadd-de Boer burgemeester van de Friese gemeente Boornsterhem en op 1 maart 2009 trad ze af. Dit vanwege het bankroet van de gemeente dat voor 15 miljoen euro in het rood kwam te staan en bij de directie Krachtig Bestuur van het ministerie van BZK een beroep deed op artikel 12 van het reddingsfonds ontvangen.
Van september 2009 tot februari 2010 was zij waarnemend burgemeester van de gemeente Vlieland.
Hierna was zij van augustus 2010 tot maart 2011 waarnemend burgemeester van Doesburg, ter tijdelijke vervanging van de zieke Kees Luesink.
Op 17 juni 2013 werd zij opnieuw benoemd tot waarnemend burgemeester van Vlieland als opvolger van de opgestapte Yorick Haan. In april 2015 volgde Tineke Schokker Schadd-de Boer op als waarnemend burgemeester.
Vanaf september 2015 was Schadd-de Boer waarnemend burgemeester van Rijnwaarden. Toen deze gemeente op 1 januari 2018 fuseerde met Zevenaar, werd zij waarnemend burgemeester van de nieuwe gemeente Zevenaar. In november van dat jaar werd Luciën van Riswijk door de gemeenteraad voorgedragen als nieuwe burgemeester van Zevenaar en benoemd met ingang van 20 december 2018.